# Flash: Renaissance
Flash: Renaissance (en anglais The Flash: Rebirth) est une série de comics mensuel limitée regroupant les numéros 1 à 6 écrit par Geoff Johns et illustré par Ethan Van Sciver. Cette série a été publiée par DC Comics, et met en scène les personnages qui, durant près de 70 ans, ont fait l’histoire de « Flash ». C'est la deuxième série limitée « Renaissance » publiée par DC Comics, elle a été précédée de « Green Lantern: Rebirth (en) » (2005). Le premier numéro a été publié aux États-Unis le 1er avril 2009. En premier lieu, la série ne devait comporter que cinq numéros mais elle a été prolongée à six numéros en mai 2009.
Le scénario suit la « renaissance » du personnage de l'Âge d'argent des comics, Flash, aussi connu sous le nom de Bartholomew Henry « Barry » Allen, après le retour initial du personnage chez DC en 2008 dans le crossover « Final Crisis ».

## Dans la continuité
Dans le troisième numéro de Final Crisis: Rogues' Revenge (en), Balance (en) raconte aux Lascars (en) que « le Flash que les Lascars ont vaincus en premier est revenu sur la terre des vivants ». Les Lascars se rassemblent dans le sous-sol du Musée Flash (en) et déplorent la possibilité de voir Barry Allen revenir à la vie, en disant « Il n'est pas comme Kid Flash qui a pris sa suite. Il ne nous a jamais donné de répit ». Captain Cold réfléchit, à la fin de la série limitée, se préparant à affronter Barry Allen. « Les Lascars ne peuvent le distancer. Une fois que les cieux sont de nouveau bleus, le jeu revient... et si Flash est vraiment de retour, il n'y a plus de règles à suivre dans cet univers ». Le numéro se finit sur une image de Barry Allen dans son costume de Flash en train de courir extrêmement vite et la dernière ligne de la série est : « A suivre l'année prochaine: Flash : Renaissance ».
Ethan Van Sciver a redessiné le costume de Wally West pour cette série de sorte que Wally et Barry soient visuellement différents. Une fois encore, Barry devient le Flash principal dans cette mini-série. Bart Allen, le deuxième Kid Flash et le quatrième Flash, a été ressuscité au 31e siècle dans Final Crisis: Legion of 3 Worlds (en) no 3 par Brainiac 5 pour combattre Superboy-Prime et la Légion des Super-Vilains. Geoff Johns a confirmé que Bart retournera dans le passé et aura un rôle important dans « Flash : Renaissance ».

## Synopsis
Deux techniciens de la police scientifiques de Central City sont tués par un homme mystérieux maniant une lance avec un éclair à l'extrémité. Il réorganise des conteneurs de produits chimiques sur des étagères et, en utilisant la lance comme un paratonnerre, recrée l'accident qui a donné à Barry Allen (aussi connu sous le nom de Flash) ses pouvoirs, puis il s'enfuit en voyant la police arriver. Ses pensées indiquent qu'il est responsable du retour de Barry Allen. À Central City et Keystone City, Linda Park-West annonce qu'une fête aura lieu pour le retour de Barry. Les membres de la famille Flash réagissent à son retour: au QG de la Société de Justice d'Amérique, Jay Garrick raconte comment Barry l'a inspiré pour revenir chez les super-héros; à la Tour des Titans de l’Est, Wally West se souvient de Barry avec tendresse et respect; à la Tour des Titans de l'Ouest, Bart Allen voie le retour de son grand-père avec scepticisme; et Iris West Allen attend avec bonheur que son mari rentre à la maison. Cependant, Iris reçoit un appel du Capitaine Frye de la police, qui demande l'aide de Barry.
Barry visite le Musée Flash et essaye de rattraper les événements qui ont eu lieu pendant son absence, quand il croise Green Lantern (Hal Jordan). Ses souvenirs du temps passé dans la Force Véloce sont en train de s'effacer. Il sent qu'il n'était pas supposé revenir et que la Force Véloce essaye de l'attirer. Barry dit à Hal qu'il n'assistera pas aux festivités en son honneur et s'enfuit. Quand Barry était enfant, sa mère fut tuée et son père arrêté pour meurtre, même s'il proclamait son innocence. Le super bolide ennemi Savitar se matérialise à partir du symbole en forme d'éclair sur la poitrine de Barry. Dès que Barry attrape Savitar, il reçoit un retour de l'énergie de Savitar et le méchant tombe en poussière. Au même moment, tous les héros connectés à la Force Véloce ressentent une soudaine et douloureuse décharge d'énergie.
Dès son arrivée, Jordan met en quarantaine le corps de Savitar et Barry se dépêche de rentrer pour parler à Wally du méchant décédé. Barry voit une voiture de police devant la maison d'Iris, la tante de Wally, et se souvient du jour où ils se sont rencontrés pour la première fois (le même jour où il a obtenu ses pouvoirs) après le procès de Sam Scudder. Dans un flashback, on apprend que même après la mort de son père en prison, Barry a continué à enquêter sur le meurtre de sa mère et espérait ainsi prouver l'innocence de son père. Barry arrive et retrouve le capitaine Frye. Grâce à Wonder Woman et à ses relations avec le gouvernement, le public croit que Barry a été placé sous le régime de protection des témoins durant les années où il a disparu. Barry reçoit un appel de Wally et apprend que les autres super-bolides ont expérimenté les « attaques véloces ».
Barry et Wally enquêtent sur un orage à Fallville, Iowa, et découvrent le corps de Flash Noir. Les deux sont attaqués par Lady Flash mais elle se désintègre de la même façon que Savitar quand Barry la touche. Le costume de Barry commence à se transformer en celui de Flash Noir. Au quartier général de la Société de Justice, Jesse Chambers (en) contemple une statue de ses parents, Johnny Quick (en) et Liberty Belle (en). Son mari Hourman (Rick Tyler) (en) la confronte, une explosion se produit devant eux et une image de Johnny Quick apparaît, qui supplie Barry Allen de ne pas blesser Jesse puis disparaît.
À Fallville, la Ligue de Justice, la Société de Justice et les autres héros ont construit une chambre de confinement pour Barry, dont le champ d'énergie personnel a été corrompu par l'aura noire qui brûle à travers l'énergie véloce. Les héros prévoient de déconnecter Barry de la Force Véloce pour lui sauver la vie. Iris réagit au « paratonnerre » de Barry pour l'empêcher d'être réabsorbé dans la Force Véloce. Toutefois, après s'être souvenu de leur premier rendez-vous, le champ d'énergie de Barry surcharge et détruit la chambre. Green Lantern crée une nouvelle chambre avec sa bague et emporte Barry loin des autres Flash. Barry s'échappe, réussit à s'éloigner des autres bolides et commence à courir. Il prévoit de retourner dans la Force Véloce pour épargner ses amis et sa famille. Malgré la tentative de Superman pour l'arrêter, Barry atteint la vitesse dont il a besoin pour s'échapper du plan matériel.
Dès que Barry réintègre la Force Véloce, il voit des événements passés de sa vie à l'envers mais il commence à perdre ses souvenirs et son individualité. Avec l'aide d'une voix mystérieuse, Barry retrouve ses souvenirs et entre pleinement dans la Force Véloce. Barry découvre Max Mercury et Johnny Quick qui sont emprisonnés dans la Force Véloce. Johnny saisi le poignet de Barry et le supplie de ne pas laisser la force blesser Jesse. L'énergie de Barry tue Johnny. Avant que Max et lui n'entre dans une zone rouge de la Force Véloce, Max dit à Barry qu'il n'est pas responsable de la mort des bolides. Le vrai méchant se révèle: Professeur Eobard « Zoom » Thawne, le Néga-Flash, se vante d'avoir changé Barry en néga.
Quand Barry questionne Zoom sur son retour, le méchant explique qu'il sera ressuscité dans Blackest Night - alors que son corps est encore sous terre dans le présent. Alors que Zoom se bat contre Barry et Max, il révèle que le champ d'énergie rouge est une « Force Véloce négative » créée par l'énergie cinétique de Thawne, et il empoisonne la Force Véloce normale. Zoom révèle son plan : après un retour bref de Barry pour aider Kid Flash contre Superboy-Prime pendant la « Infinite Crisis », Zoom a envoyé un battement subliminal dans la Force Véloce pour faire revenir les vestiges de la conscience de soi de Barry, ce qui a conduit à la réapparition de Barry pendant « Final Crisis ». Puis Zoom s'est transformé en un nouveau genre de bolide (le mystérieux meurtrier vu au début de l'histoire) et il a créé sa Force Véloce négative pour contaminer Barry et les autres bolides héroïques. Zoom disparaît.
À Fallville, Wally décide d'entrer dans la Force Véloce pour aller chercher son oncle. Chez les West, Iris veut aider à sauver Barry. Après une dispute avec son frère Jay, elle descend les escaliers et trouve Zoom qui a réapparu. Au quartier général de la Société de Justice, Hourman veille sur Jesse qui répète la formule de la super-vitesse de son père. Alors que Wally s'aventure plus profondément dans la Force Véloce, Max dit à Barry que c'était Allen qui a créé la source de pouvoir des bolides. Barry, sans s'en apercevoir, a créé la Force Véloce en utilisant l'énergie cinétique tout au long de sa carrière. Zoom s'empare de Jay et d'Iris et commence à se shooter à leurs connexions déformées à la Force Véloce. Linda appelle à l'aide et Jay Garrick et Bart Allen l'attaquent mais Zoom les maîtrise. Dans la Force Véloce, Wally rattrape Barry et Max. Max n'est pas convaincu de pourvoir s'échapper à cause de son manque de « paratonnerre ». Barry convint Max qu'il fait partie de la famille et les trois commencent à s'échapper.
Jesse Chambers, maintenant illuminé d'énergie venant de la Force Véloce, arrête de répéter la formule de la super-vitesse. Pendant que les bolides héroïques se rechargent avec cette énergie, Barry, Wally, Jay, Max et Bart chargent Tawne et combattent Zoom. Iris et Jay sont douloureusement ravagés par l'énergie véloce. Iris se rend compte que leurs pouvoirs sont instables parce qu'ils ont partagé la même connexion à la Force Véloce. Iris absorbe en elle l'énergie véloce de son frère et s'évanouit. Jesse Chambers arrive et réanime Iris en récitant la formule de la super-vitesse. Jesse et Iris rejoignent la bataille contre Zoom, Iris fait maintenant preuve de super vitesse traditionnel. Wally utilise sa connexion avec la Force Véloce pour rajeunir les bolides et réparer leurs costumes : Barry, Jay, Max et Bart gardent leurs costumes normaux, Wally gagne une nouvelle version de l'uniforme de Flash, Jesse porte un costume inspiré de celui de son père et Iris devient le nouvel Impulse.
Malgré le fait qu'ils soient plus nombreux, Zoom reste confiant et remarque comment la Force Véloce affecte le vieillissement de la famille Flash. Il se vante d'être responsable de toutes les tragédies que Barry a vécu durant toute sa vie, y compris le meurtre de sa mère et le coup monté concernant son père. Zoom dit que les parents de Barry étaient heureux ensemble dans la chronologie d'origine. Thawne déclare que sa Force Véloce négative lui a donné la capacité de modifier le passé. Zoom commence à voyager de nouveau à travers le temps et il annonce son intention de tuer Iris avant son premier rendez-vous avec Barry. Ce faisant, il espère effacer tous les souvenirs concernant Iris de l'histoire de Barry. Barry et Wally se lancent à la poursuite de Thawne. Wally dit à Barry de se frayer un chemin pour briser la barrière du temps. Ils rejoignent Thawne et deviennent le paratonnerre qui transforme Barry en Flash et lui permet d'empêcher Thawne de tuer Iris. Ils pourchassent Thawne qui, pour dissuader Wally, lui dit que l'un de ses enfants fera de sa vie un enfer dans le futur. Barry et Wally repoussent Thawne à travers le temps. Barry et Wally retournent dans le présent où les autres super héros ont construit un dispositif pour Thawne. Barry jette Thawne dedans et Jay active le dispositif qui coupe la connexion de Thawne avec la Force Véloce négative. Barry et Wally ligotent Thawne. Dans le passé, Iris découvre l'arme de Thawne et la garde. Comme la menace n'est plus, tout le monde fait la fête et souhaite la bienvenue au retour de Barry et des bolides.
Docteur Alchimie (en) s’échappe de la prison d’Iron Heights, où Hunter Zolomon parle à Thawne, il espère pouvoir travailler ensemble. À Gorilla City (en), un grand singe prévient que Thawne a fait quelque chose d'horrible dans leurs jungles. Au commissariat de police de Central City, Barry classe l'affaire concernant la mort de sa mère et s'engage à classer toutes les autres affaires non résolue. Ailleurs, les Lascars se préparent à affronter Barry. Barry passe un peu de temps avec Iris puis va à Washington pour célébrer son retour avec la Ligue de Justice.

## Accueil et réception
La première impression du numéro 1 de « Flash: Renaissance » a été totalement vendue au Diamond Comic Distributors le premier jour de sa sortie. Une seconde impression avec une couverture variante a immédiatement été commandé pour être publié le 29 avril 2009. Les troisième et quatrième impressions ont été annoncées plus tard, suivi par une cinquième impression. Le deuxième numéro a également eu une seconde impression commandée.
Le premier numéro, ainsi que toute la série, a reçu de bonnes critiques. Newsarama (en) explique que la prise de Johns sur Barry Allen est particulièrement intéressante; « la force principale de Johns dans « Flash » est la même qu'il avait avec « Green Lantern » : il sait ce qui fait avancer Barry Allen. Alors qu’Hal est un défi entre charisme et imprudence, Barry est un peu plus terre à terre. « Cet homme refuse de croire que la ligne entre le bien et le mal soit flou tout comme le rouge et l'or qu'il porte ». Il me semble que cela peut être un thème, un qui peut même être aussi significatif que surmonter sa peur ». La série a été controversée au sein de son fandom. Certains fans ont ressenti que le retour de Barry Allen menaçait le statut du Flash alors en vigueur - Wally West - qui avait ses propres adeptes, et ils ne voulaient pas qu'il soit remplacé par Barry. Certains fans se sont plaints car ils croient que le retour de Barry remet en cause la signification de sa mort dans « Crisis on Infinite Earths ». Dans une reconnaissance partielle de ce sentiment commun, Zoom déclare publiquement que ses actions sont destinées à rabaisser les qualités de « martyr » que les habitants de la Terre ont donné à « leurs » héros avec le temps. [citation nécessaire]
La série a également été critiquée à cause de plusieurs retards dans la parution. Alors que les numéros 1, 2 et 3 sont tous sortis comme prévu, le numéro 4 était sujet à près d'un mois de retard et a été publié environ 12 semaines après le numéro 3 Le cinquième numéro a connu la même expérience avec des retards similaires et a été publié fin novembre 2009. Le dernier numéro a ensuite été replanifié pour sortir fin décembre 2009, puis a été retardé jusqu'à fin janvier 2010, et de nouveau retardé jusqu'au 24 mars 2010. Il a été replanifié avec une date de parution le 24 février 2010.

## Publications
La mini-série a été publiée dans son intégralité par Panini Comics en 2010, dans son édition kiosque DC Heroes.